# جيمس دبليو. بيرد
جيمس دبليو. بيرد (بالإنجليزية: James W. Byrd)‏ هو سياسي أمريكي، ولد في 14 مارس 1954 في شايان في الولايات المتحدة. حزبياً، نشط في الحزب الديمقراطي. وقد انتخب عضو مجلس نواب وايومنغ.